# Сангвиник
Сангвиник је један од четири типа темперамента; сангвинична особа се одликује брзим, краткотрајним емоционалним реакцијама, лако се узбуђује, лако мења расположење, углавном је оптимиста, склона ведром расположењу.